# 仁井田 (秋田市)
仁井田（にいだ）は秋田県秋田市にある大字。住居表示未実施地区。大字仁井田に由来し「仁井田」を冠した町名を持つ地区の総称でもある。郵便番号は、大字仁井田010-1423、仁井田本町010-1421、仁井田目長田010-1422、仁井田小中島010-1426、仁井田新田010-1427、仁井田二ツ屋010-1431、仁井田福島010-1432、仁井田栄町010-1433、仁井田蕗見町010-1434、仁井田潟中町010-1435。大字仁井田と各町を合わせた人口は13,940人（2011年4月1日現在、住民基本台帳による）。
本項では、特に明記しない場合は地域総称としての仁井田について述べる。
また本項では、1954年10月1日に秋田市へ編入された旧河辺郡仁井田村、及び秋田市編入時に仁井田へ統合され廃止された大字である目長田（めながた）についても併せて解説する。

## 地理
秋田市の南部に位置する。国道13号沿いを中心に住宅地・商業地となっており、その他は広範囲に農地が広がっている。奥羽本線・秋田新幹線で秋田駅から大曲駅方面へ向かう時、秋田総合車両センター南秋田センターを過ぎたところで両側に広がるのが仁井田の水田である。
その名の通り、江戸時代の新田開発によってできた穀倉地帯で、米どころ秋田が誇る農業地域であった。米のほかに大根や秋田蕗の名産地でもあり、地元の学校の校章には蕗の葉が使われている。近年は減反や農業不況から農地は年々減り、宅地化が進んでいる。一部はスプロール現象的な開発によってできているところもある。ニュータウンやベッドタウンの色合いも強い。
二ツ屋にはかつて中休潟という沼があり、三湖伝説に登場する龍・八郎太郎が春秋の彼岸中日に八郎潟と田沢湖を往復する際、中休みで一泊する地との伝説があった（羽陰温故誌）。中休潟は現存せず、また八郎潟が干拓された現在では八郎太郎は田沢湖に定住しているとされ、当地の伝説も忘れられようとしている。
現在の大字仁井田は、住居表示実施に伴い大字から離脱した地区によって東西に二分されている。西側は、北西は牛島・牛島南、北は大住・仁井田潟中町・仁井田蕗見町、東は仁井田小中島・仁井田新田・仁井田本町、南は御野場新町・四ツ小屋、西は雄物川を挟んで豊岩石田坂・新屋鳥木町と接する。東側は、北は仁井田二ツ屋・仁井田福島・牛島東・上北手荒巻、東は上北手猿田、南は四ツ小屋小阿地・御所野下堤・四ツ小屋、南西は仁井田目長田・仁井田本町、西は仁井田栄町と接する。中央の大字離脱地区を含んだ仁井田地域全体としては、南で御野場とも接する。

### 小字
旧大字仁井田に24、旧大字目長田に4、合わせて28の小字が設置されていたが、うち4の小字は住居表示実施に伴う区画整理で全域が他地区へ編入され、廃止された。
- 旧大字仁井田
  - 字大野（おおの）
  - 字沖谷地（おきやち）
  - 字粕谷道（かすやみち）
  - 字潟中島（かたなかじま）
  - 字上新田（かみしんでん）
  - 字刈切（かりきり）
  - 字切上（きりあげ）
  - 字桑谷地（くわやち）
  - 字五十五枚（ごじゅうごまい）
  - 字小中島（こなかじま）
  - 字猿田川端（さるたかわばた）
  - 字下久保（したくぼ） - 平成6年10月1日廃止
  - 字下新田（しもしんでん）
  - 字新中島（しんなかじま）
  - 字塚廻（つかまわり）
  - 字堂回（どうまわり） - 平成5年10月1日廃止
  - 字中新田（なかしんでん）
  - 字中谷地（なかやち）
  - 字西潟敷（にしかたしき）
  - 字福島（ふくしま）
  - 字二ツ屋（ふたつや） - 昭和51年4月1日廃止
  - 字柳林（やなぎばやし）
  - 字洧渮溜（ゆかる）
  - 字横山（よこやま）
- 旧大字目長田
  - 字川久保（かわくぼ）
  - 字仲谷地（なかやち）
  - 字古川向（ふるかわむかい）
  - 字目長田（めながた） - 平成5年10月1日廃止

### 目長田
古くは目名潟・目名形・女名潟と表記されたこともあり、雄物川の氾濫によって生じた潟を開拓したことによって生じた集落の意とされる。江戸時代初期の史料である梅津政景日記には「めなかた」「行方」「目奈潟」「目長田」の表記が混在しており、このうち「行方」は佐竹氏の旧領であった常陸国行方郡（なめかたぐん）から連想された誤記と推測される。
地名の由来は、菅江真澄は女名潟・男名潟によるものとするが（月の出羽路）、古い方言で川の屈曲・沼・支流・細流・汀を指す「メナ」と「潟」の組み合わせであるとする説もある。

### 河川
- 雄物川（一級河川）
  - 仁井田村大野と豊岩村石田坂の間にかつて[いつ?]「石田坂の渡し」があった[7]。
- 猿田川（一級河川）
- 古川（普通河川）

## 世帯数と人口
2016年（平成28年）10月1日現在の世帯数と人口は以下の通りである。
| 小字                                         | 世帯数  | 人口    |
| -------------------------------------------- | ------- | ------- |
| 仁井田字大野                                 | 176世帯 | 485人   |
| 仁井田字切上                                 | 30世帯  | 43人    |
| 仁井田字新中島                               | 325世帯 | 995人   |
| 仁井田字上新田 仁井田字中新田 仁井田字下新田 | 14世帯  | 53人    |
| 仁井田字西潟敷                               | 229世帯 | 641人   |
| 仁井田字横山                                 | 51世帯  | 135人   |
| 計                                           | 825世帯 | 2,352人 |

## 歴史

### 沿革
- 天正19年正月17日（1591年2月10日） - 豊臣秀吉朱印蔵入帳写に「めなかた村・となり沢村 336石余」とあるのが目長田村の初見である[5]。
- 元和2年（1616年） - 久保田藩家老梅津憲忠、家臣の与七郎に命じて当地の新田開発を行う。
- 正保元年（1644年）頃 - 正保国絵図に、仁井田村本田当高1716石と記載あり。これは目長田村を含めた石高とされる。
- 元禄9年7月24日（1696年8月21日） - 大野の撫斬事件。仁井田村枝郷大野村にて、久保田藩士黒沢市兵衛と村民のいざこざから乱闘騒ぎになり、村民22名が処刑される[9][10]。
- 1873年（明治6年）3月 - 大区小区制の改正が行われ、二井田村（ママ）と目長田村は秋田県第1大区5小区に属す[11]。
- 1884年（明治17年） - 郡区町村編制法の下で、仁井田村と目長田村が連合。戸長役場は仁井田村に設置される。
- 1889年（明治22年）4月1日 - 町村制施行に伴い仁井田村と目長田村が合併し、河辺郡仁井田村が発足。旧2村は大字となる。
  - 県が作成した新町村区画の原案に両村が賛成し、そのまま施行された[12]。
- 1954年（昭和29年）10月1日 - 仁井田村が南秋田郡太平村・外旭川村・飯島村・下新城村・上新城村、河辺郡浜田村・豊岩村・四ツ小屋村・上北手村・下北手村、由利郡下浜村とともに秋田市へ編入され廃止される。
  - 編入後は全域で「仁井田」が大字となり、大字目長田は廃止[5][13]。同名の小字が存在したが、こちらも1993年（平成5年）に廃止された。

### 字域の変遷
以下はすべて住居表示実施に伴う変更。
| 実施前           | 実施年月日               | 実施後                                                |
| ---------------- | ------------------------ | ----------------------------------------------------- |
| 仁井田字大野     | 昭和51年4月1日           | 仁井田小中島（一部） にいだこなかじま                 |
| 仁井田字大野     | （残存）仁井田字大野     |                                                       |
| 仁井田字沖谷地   | （残存）仁井田字沖谷地   | （残存）仁井田字沖谷地                                |
| 仁井田字粕谷道   | （残存）仁井田字粕谷道   | （残存）仁井田字粕谷道                                |
| 仁井田字潟中島   | 昭和51年4月1日           | 大住一丁目（一部） おおすみいっちょうめ               |
| 仁井田字潟中島   | 昭和51年4月1日           | 大住二丁目（一部） おおすみにちょうめ                 |
| 仁井田字潟中島   | 昭和51年4月1日           | 大住三丁目 おおすみさんちょうめ                       |
| 仁井田字潟中島   | 昭和51年4月1日           | 大住四丁目 おおすみよんちょうめ                       |
| 仁井田字潟中島   | 昭和51年4月1日           | 仁井田潟中町 にいだかたなかちょう                     |
| 仁井田字潟中島   | 昭和51年4月1日           | 仁井田栄町（一部） にいださかえちょう                 |
| 仁井田字潟中島   | 昭和51年4月1日           | 仁井田蕗見町 にいだふきみちょう                       |
| 仁井田字潟中島   | 昭和51年4月1日           | 仁井田二ツ屋一丁目（一部） にいだふたつやいっちょうめ |
| 仁井田字潟中島   | 昭和51年4月1日           | 仁井田緑町（一部） にいだみどりちょう                 |
| 仁井田字潟中島   | （残存）仁井田字潟中島   |                                                       |
| 仁井田字上新田   | 昭和51年4月1日           | 仁井田新田一丁目 にいだしんでんいっちょうめ           |
| 仁井田字上新田   | 昭和51年4月1日           | 仁井田新田二丁目 にいだしんでんにちょうめ             |
| 仁井田字上新田   | 昭和51年4月1日           | 仁井田新田三丁目 にいだしんでんさんちょうめ           |
| 仁井田字上新田   | 平成5年10月1日           | 仁井田本町一丁目（一部） にいだほんちょういっちょうめ |
| 仁井田字上新田   | 平成5年10月1日           | 仁井田本町四丁目（一部） にいだほんちょうよんちょうめ |
| 仁井田字上新田   | （残存）仁井田字上新田   |                                                       |
| 仁井田字刈切     | （残存）仁井田字刈切     | （残存）仁井田字刈切                                  |
| 仁井田字川久保   | （残存）仁井田字川久保   | （残存）仁井田字川久保                                |
| 仁井田字切上     | 昭和51年4月1日           | 仁井田栄町（一部） にいださかえちょう                 |
| 仁井田字切上     | 平成5年10月1日           | 仁井田本町一丁目（一部） にいだほんちょういっちょうめ |
| 仁井田字切上     | （残存）仁井田字切上     |                                                       |
| 仁井田字桑谷地   | （残存）仁井田字桑谷地   | （残存）仁井田字桑谷地                                |
| 仁井田字五十五枚 | （残存）仁井田字五十五枚 | （残存）仁井田字五十五枚                              |
| 仁井田字小中島   | 昭和51年4月1日           | 仁井田小中島（一部） にいだこなかじま                 |
| 仁井田字小中島   | （残存）仁井田字小中島   |                                                       |
| 仁井田字猿田川端 | 昭和42年5月1日           | 牛島東六丁目（一部） うしじまひがしろくちょうめ       |
| 仁井田字猿田川端 | 昭和63年10月1日          | 牛島東七丁目（一部） うしじまひがしななちょうめ       |
| 仁井田字猿田川端 | 平成12年10月1日          | 牛島東七丁目（一部） うしじまひがしななちょうめ       |
| 仁井田字猿田川端 | 昭和51年4月1日           | 仁井田福島一丁目（一部） にいだふくしまいっちょうめ   |
| 仁井田字猿田川端 | 昭和51年4月1日           | 仁井田福島二丁目（一部） にいだふくしまにちょうめ     |
| 仁井田字猿田川端 | 昭和51年4月1日           | 仁井田二ツ屋二丁目（一部） にいだふたつやにちょうめ   |
| 仁井田字猿田川端 | （残存）仁井田字猿田川端 |                                                       |
| 仁井田字下久保   | 昭和63年10月1日          | 御野場七丁目（一部） おのばななちょうめ               |
| 仁井田字下久保   | 平成6年10月1日           | 御野場新町五丁目（一部） おのばしんまちごちょうめ     |
| 仁井田字下久保   | 平成5年10月1日           | 仁井田本町三丁目（一部） にいだほんちょうさんちょうめ |
| 仁井田字下久保   | 平成6年10月1日           | 仁井田本町六丁目（一部） にいだほんちょうろくちょうめ |
| 仁井田字下新田   | 平成6年10月1日           | 御野場新町一丁目（一部） おのばしんまちいっちょうめ   |
| 仁井田字下新田   | 平成6年10月1日           | 御野場新町二丁目 おのばしんまちにちょうめ             |
| 仁井田字下新田   | 平成6年10月1日           | 御野場新町三丁目（一部） おのばしんまちさんちょうめ   |
| 仁井田字下新田   | 平成6年10月1日           | 御野場新町四丁目（一部） おのばしんまちよんちょうめ   |
| 仁井田字下新田   | 平成6年10月1日           | 仁井田本町五丁目（一部） にいだほんちょうごちょうめ   |
| 仁井田字下新田   | （残存）仁井田字下新田   |                                                       |
| 仁井田字新中島   | 令和元年7月1日           | 大住南三丁目（一部） おおすみみなみさんちょうめ       |
| 仁井田字新中島   | 平成6年10月1日           | 御野場新町一丁目（一部） おのばしんまちいっちょうめ   |
| 仁井田字新中島   | 平成6年10月1日           | 御野場新町三丁目（一部） おのばしんまちさんちょうめ   |
| 仁井田字新中島   | （残存）仁井田字新中島   |                                                       |
| 仁井田字塚廻     | 平成5年10月1日           | 仁井田本町二丁目（一部） にいだほんちょうにちょうめ   |
| 仁井田字塚廻     | （残存）仁井田字塚廻     |                                                       |
| 仁井田字堂回     | 平成5年10月1日           | 仁井田本町三丁目（一部） にいだほんちょうさんちょうめ |
| 仁井田字堂回     | 平成5年10月1日           | 仁井田目長田一丁目（一部） にいだめながたいっちょうめ |
| 仁井田字中新田   | 平成6年10月1日           | 御野場新町一丁目（一部） おのばしんまちいっちょうめ   |
| 仁井田字中新田   | 平成5年10月1日           | 仁井田本町四丁目（一部） にいだほんちょうよんちょうめ |
| 仁井田字中新田   | 平成6年10月1日           | 仁井田本町五丁目（一部） にいだほんちょうごちょうめ   |
| 仁井田字中新田   | （残存）仁井田字中新田   |                                                       |
| 仁井田字中谷地   | 平成5年10月1日           | 仁井田目長田二丁目（一部） にいだめながたにちょうめ   |
| 仁井田字中谷地   | （残存）仁井田字中谷地   |                                                       |
| 仁井田字仲谷地   | 平成5年10月1日           | 仁井田本町二丁目（一部） にいだほんちょうにちょうめ   |
| 仁井田字仲谷地   | （残存）仁井田字仲谷地   |                                                       |
| 仁井田字西潟敷   | 平成13年10月1日          | 牛島南二丁目（一部） うしじまみなみにちょうめ         |
| 仁井田字西潟敷   | 令和元年7月1日           | 大住南一丁目（一部） おおすみみなみいっちょうめ       |
| 仁井田字西潟敷   | 令和元年7月1日           | 大住南二丁目 おおすみみなみにちょうめ                 |
| 仁井田字西潟敷   | 令和元年7月1日           | 大住南三丁目（一部） おおすみみなみさんちょうめ       |
| 仁井田字西潟敷   | （残存）仁井田字西潟敷   |                                                       |
| 仁井田字福島     | 昭和51年4月1日           | 仁井田福島二丁目（一部） にいだふくしまにちょうめ     |
| 仁井田字福島     | （残存）仁井田字福島     |                                                       |
| 仁井田字二ツ屋   | 昭和51年4月1日           | 仁井田二ツ屋一丁目（一部） にいだふたつやいっちょうめ |
| 仁井田字二ツ屋   | 昭和51年4月1日           | 仁井田二ツ屋二丁目（一部） にいだふたつやにちょうめ   |
| 仁井田字二ツ屋   | 昭和51年4月1日           | 仁井田緑町（一部） にいだみどりちょう                 |
| 仁井田字古川向   | 平成5年10月1日           | 仁井田目長田三丁目（一部） にいだめながたさんちょうめ |
| 仁井田字古川向   | （残存）仁井田字古川向   |                                                       |
| 仁井田字目長田   | 平成5年10月1日           | 仁井田本町三丁目（一部） にいだほんちょうさんちょうめ |
| 仁井田字目長田   | 平成5年10月1日           | 仁井田目長田一丁目（一部） にいだめながたいっちょうめ |
| 仁井田字目長田   | 平成5年10月1日           | 仁井田目長田二丁目（一部） にいだめながたにちょうめ   |
| 仁井田字柳林     | 平成6年10月1日           | 御野場新町四丁目（一部） おのばしんまちよんちょうめ   |
| 仁井田字柳林     | 平成6年10月1日           | 御野場新町五丁目（一部） おのばしんまちごちょうめ     |
| 仁井田字柳林     | 平成6年10月1日           | 仁井田本町六丁目（一部） にいだほんちょうろくちょうめ |
| 仁井田字柳林     | （残存）仁井田字柳林     |                                                       |
| 仁井田字洧渮溜   | 昭和51年4月1日           | 仁井田福島一丁目（一部） にいだふくしまいっちょうめ   |
| 仁井田字洧渮溜   | 昭和51年4月1日           | 仁井田福島二丁目（一部） にいだふくしまにちょうめ     |
| 仁井田字洧渮溜   | 昭和51年4月1日           | 仁井田二ツ屋二丁目（一部） にいだふたつやにちょうめ   |
| 仁井田字洧渮溜   | （残存）仁井田字洧渮溜   |                                                       |
| 仁井田字横山     | （残存）仁井田字横山     | （残存）仁井田字横山                                  |

## 交通

### 鉄道
仁井田目長田三丁目・仁井田目長田二丁目・仁井田字古川向・字中谷地・字桑谷地・字塚廻などをJR東日本奥羽本線（秋田新幹線）が通っており、秋田総合車両センター南秋田センターの南端が仁井田字福島・字塚廻に僅かにかかっている。駅は無い。最寄り駅は牛島西一丁目にある羽越本線の羽後牛島駅、または四ツ小屋小阿地字柳林にある奥羽本線の四ツ小屋駅。
なお、2006年（平成18年）10月2日発表のJR東日本秋田支社中期経営計画によると四ツ小屋・秋田駅間に新駅の設置計画があり、「あきた蕗仁井田駅」と仮称されている。

### 道路
- 国道13号(仁井田バイパス)
- 秋田県道41号秋田昭和線
- 秋田県道61号秋田御所野雄和線
- 旧羽州街道

## 施設
- 秋田県立秋田南高等学校・中等部
- 秋田市立御野場中学校
- 秋田市立仁井田小学校
- 秋田市立大住小学校
- 秋田市上下水道局仁井田浄水場
- 秋田リバーサイドグリーンゴルフ場

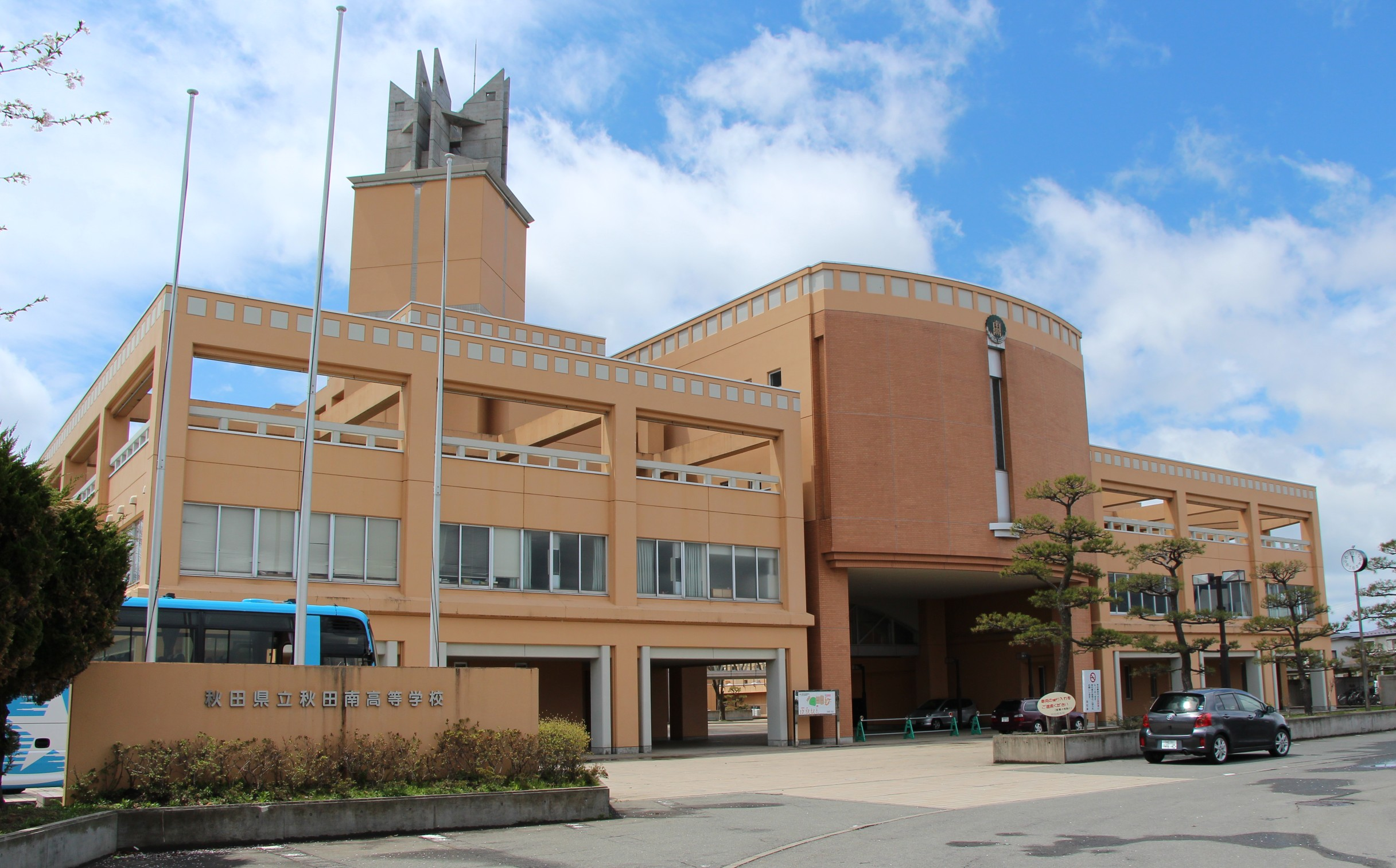
秋田南高等学校
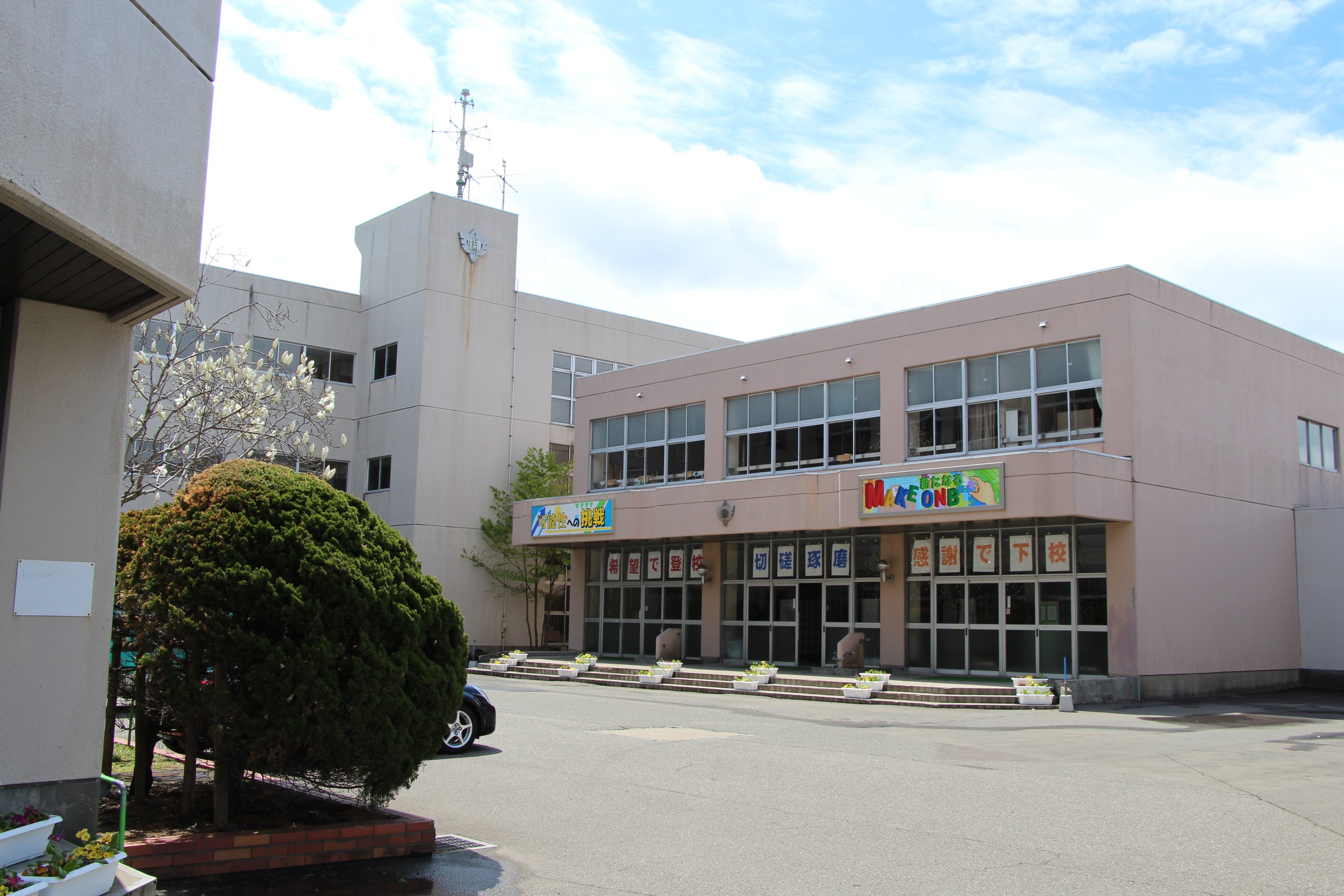
御野場中学校
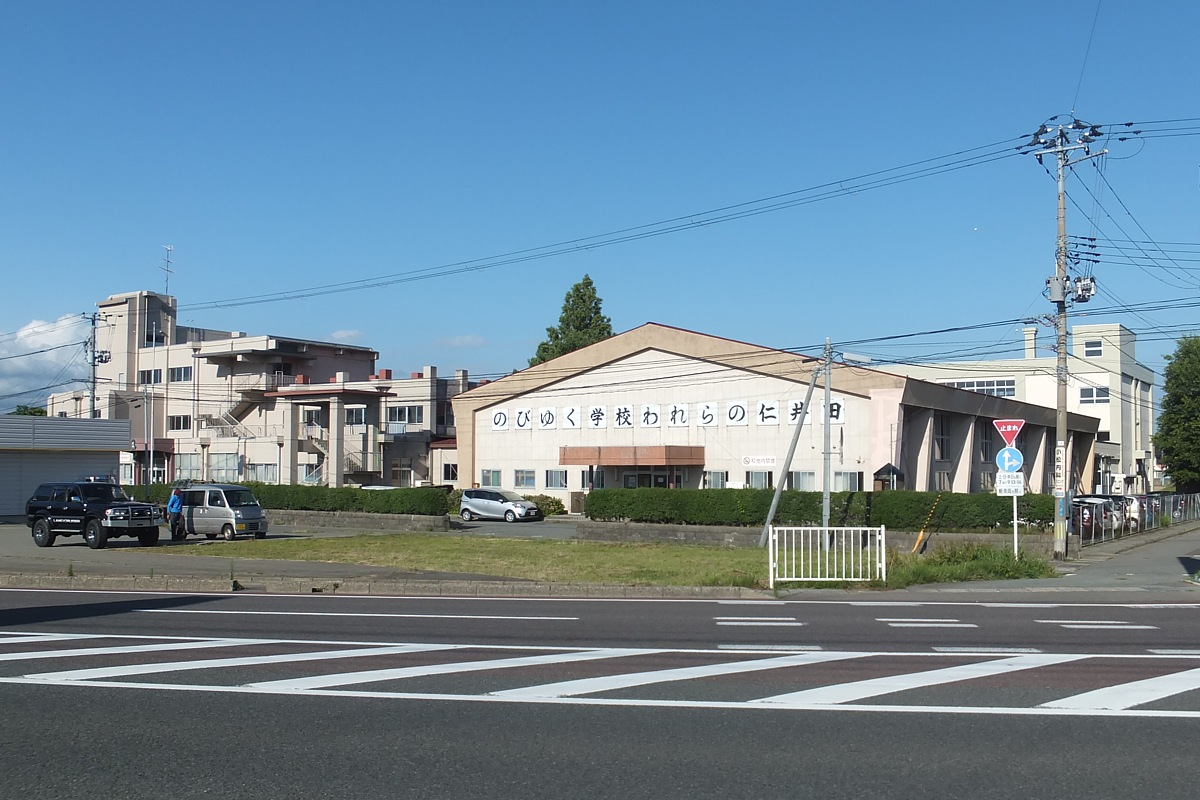
仁井田小学校
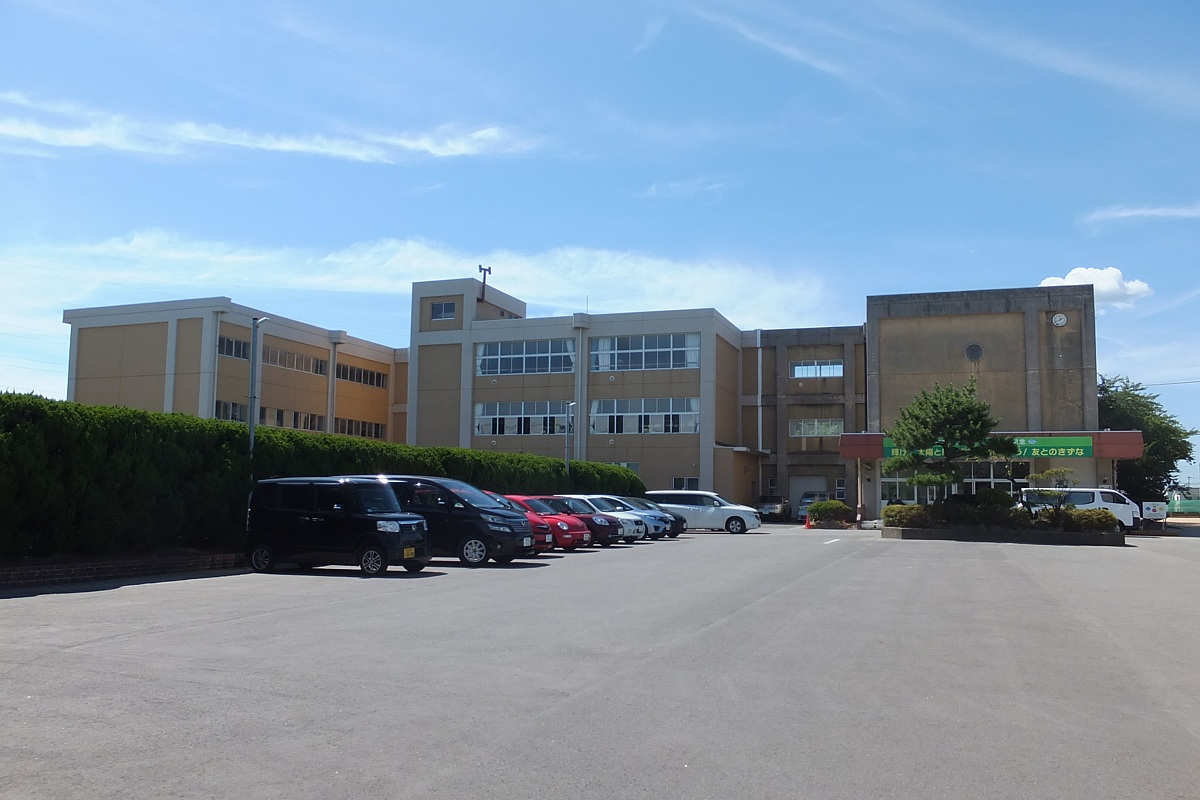
大住小学校
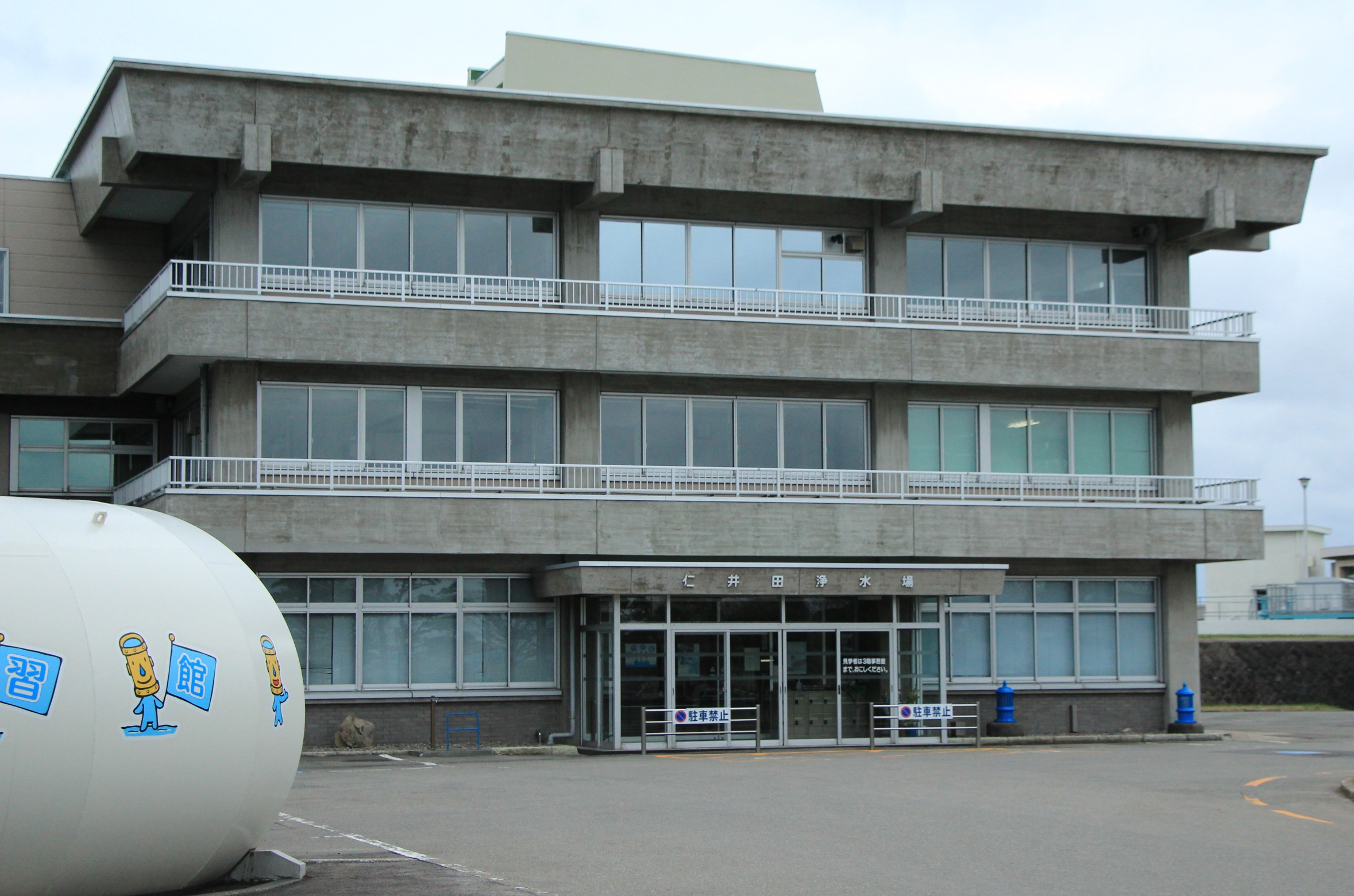
秋田市上下水道局仁井田浄水場

## 社寺
- 東光寺 - 大野の撫斬事件の農民22名の位牌を供養する。

## 出身者
- 熊林親吾 (サッカー選手、出生は旭川市)
- 今野勉 (演出家)
- 下田光平 (サッカー選手)